# Girona (1588)
Girona – hiszpański XVI-wieczny galeas, jeden z okrętów Wielkiej Armady. Zatonął po wejściu na skały u wybrzeży Irlandii w październiku 1588 roku.

## Historia
W roku 1588 „Girona” wziął udział w wyprawie Wielkiej Armady przeciwko Anglii. Po walkach z flotą angielską na kanale La Manche (31 lipca – 8 sierpnia) dowódca sił hiszpańskich książę Medina-Sidonia zarządził odwrót przez Morze Północne, wokół Szkocji . Z powodu niekorzystnej pogody i błędów nawigacyjnych część hiszpańskich okrętów uległa rozbiciu u wybrzeży Szkocji i Irlandii. Wiele okrętów było uszkodzonych, a załogi ciężko chorowały z powodu szkorbutu i przedłużającej się wyprawy . 

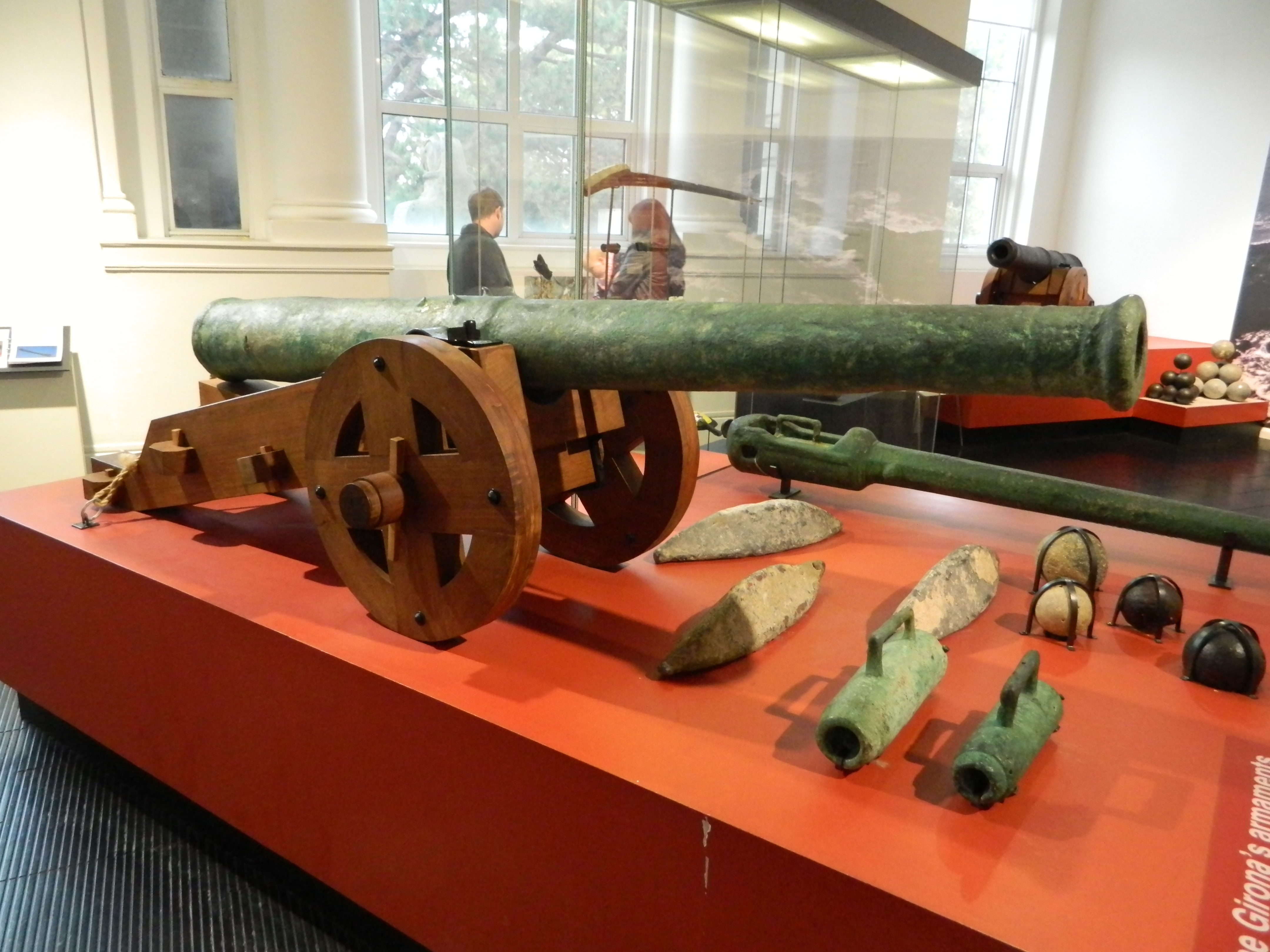
Działo z „Girony” w Ulster Museum

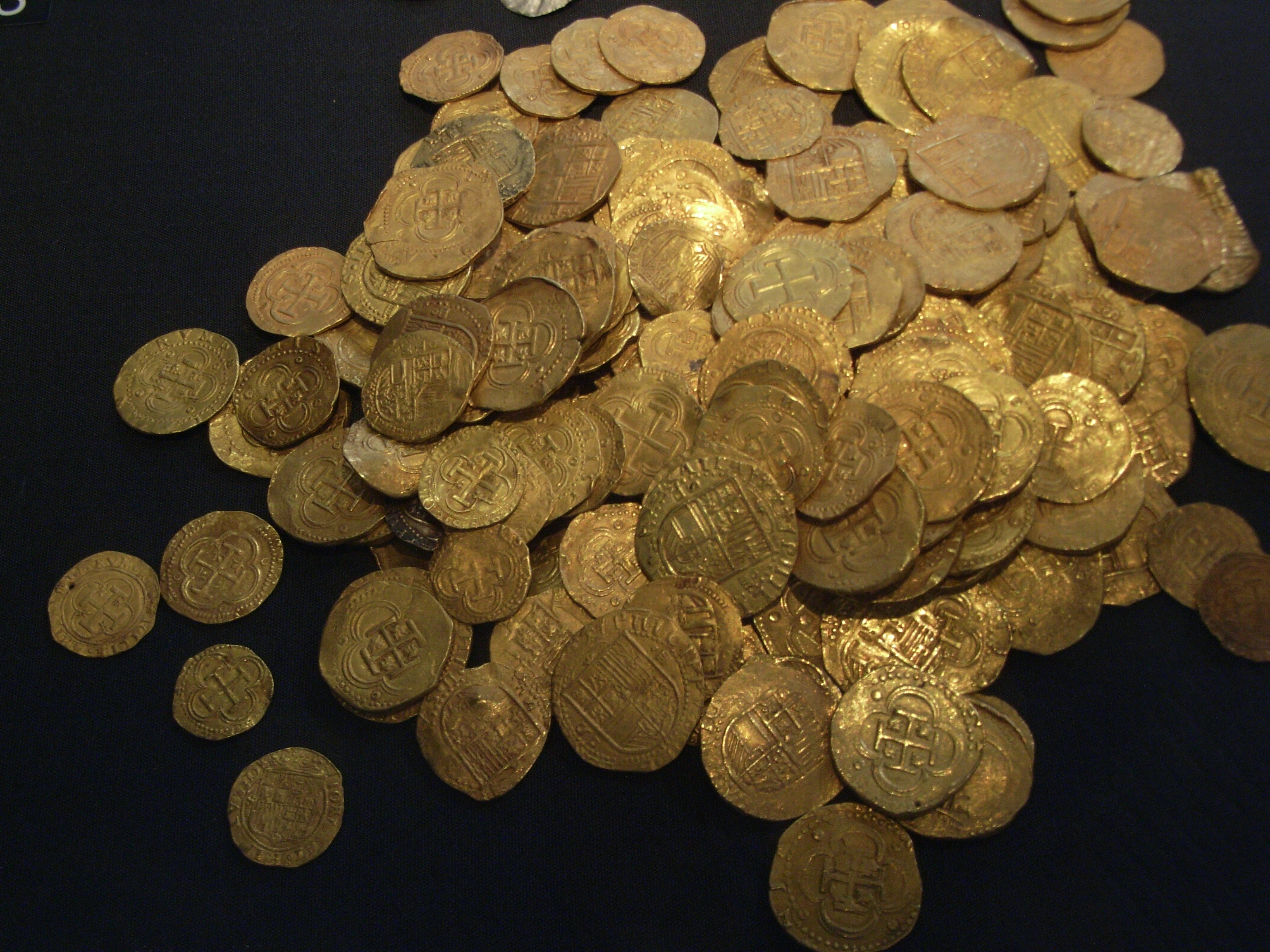
Złote monety z „Girony”

Wśród uszkodzonych okrętów był także „Girona”, który zatrzymał się w pobliżu irlandzkiego Killybegs, w celu naprawy uszkodzonego steru. W pobliżu przebywało także około tysiąca rozbitków z innych hiszpańskich okrętów, wśród których był jeden z dowódców armady Alonso Martínez de Leiva . 25 października po dokonaniu prowizorycznych napraw, „Girona”, na którego pokładzie wraz z rozbitkami było ok. 1300 osób, wyruszył na wschód do neutralnej Szkocji, w celu uzupełnienia zapasów przed planowanym powrotem do Hiszpanii. Na pokładzie okrętu poza rozbitkami, zgromadzono także część broni i kosztowności z innych zatopionych okrętów. 26 października u wybrzeży północnoirlandzkiego Lacada Point, jednostka w sztormie ponownie uszkodziła ster, rozbiła się na skałach i zatonęła na głębokości ok. 6 metrów . Z przebywających na pokładzie uratowało się 9 osób .

### Eksploracja wraku
Po katastrofie 9 ocalałych rozbitków dostało się do niewoli lokalnego władcy Sorley Boy MacDonnell of Dunluce Castle. MacDonnell utrzymywał dokładne miejsce katastrofy w tajemnicy przed władzami królewskimi, w nadziei że sam wydobędzie ukryte tam kosztowności. Ostatecznie położenie wraku pozostawało tajemnicą do 1967 roku, kiedy to belgijski nurek Robert Sténuit, po analizie starych nazw okolic gdzie mogło dojść do katastrofy, doszedł do wniosku że miejscowa ludność przechowała w pamięci wydarzenia z 1588 roku nazywając okoliczne charakterystyczne punkty Spaniard Rock i Port na Spaniagh . 
Po tygodniu nurkowania w tym rejonie odnalazł na dnie działo, kotwicę i złotą monetę z XVI wieku. Utrzymując znaleziska w tajemnicy, zebrał odpowiednie fundusze i kontynuował eksplorację wraku w kwietniu 1968 roku. Wartość wydobytych kosztowności, głównie złotych monet, oszacowano na 132 000 funtów. Roszczenia do skarbu zgłosił rząd hiszpański, jednak ostatecznie wydobyte przedmioty trafiły do Ulster Museum w Belfaście . 